# Zbigniew Ohanowicz
Zbigniew Ohanowicz (ur. 7 października 1923 w Debesławcach w powiecie kołomyjskim, zm. 24 grudnia 2001 we Wrocławiu) – generał dywizji Wojska Polskiego.

## Życiorys

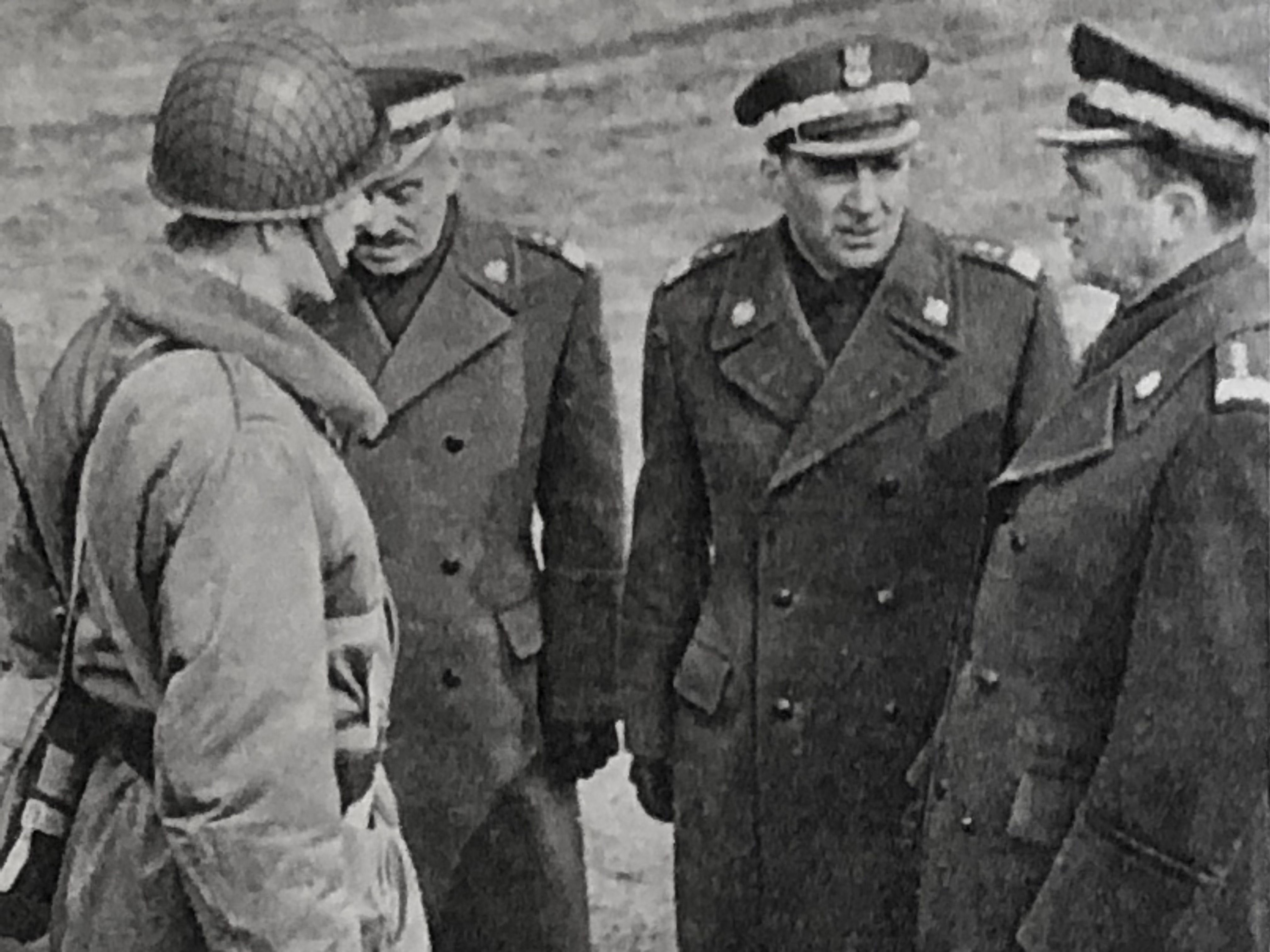
Minister obrony narodowej gen. armii Wojciech Jaruzelski kontroluje zajęcia z taktyki w Wyższej Szkole Oficerskiej Wojsk Zmechanizowanych we Wrocławiu. Od prawej gen. Jaruzelski, gen. dyw. Zygmunt Zieliński i gen. dyw. Zbigniew Ohanowicz.

Wywodził się ze społeczności polskich Ormian. W 1944 wstąpił do Wojska Polskiego w ZSRR. Po ukończeniu Centralnej Szkoły Podchorążych został dowódcą plutonu w Oficerskiej Szkole Piechoty nr 2. Następnie wyznaczono go na dowódcę kompanii piechoty, a potem batalionu szkolnego w 43 pułku piechoty. Od 1949 był dowódcą 32 pułku zmechanizowanego. W 1953 został zastępcą dowódcy 16 Dywizji Zmechanizowanej, a później 10 Dywizji Zmechanizowanej. Członek PPR, a następnie PZPR.
W latach 1955–1956 zajmował stanowisko dowódcy 20 Dywizji Pancernej w Szczecinku. Następnie od 1956 do 1964 był dowódcą 2 Dywizji Zmechanizowanej w Nysie.
W 1963 ukończył zaocznie Akademię Sztabu Generalnego im. gen. broni Karola Świerczewskiego w Rembertowie, broniąc pracę dyplomową o przegrupowaniu dywizji zmechanizowanej na dużą odległość. W tym samym roku został mianowany generałem brygady. W 1965 został zastępcą dowódcy Śląskiego Okręgu Wojskowego ds. liniowych. W 1968 uczestniczył jako zastępca dowódcy Armii w interwencji w Czechosłowacji. W 1971 objął obowiązki dowódcy 10 Dywizji Pancernej w Opolu. Od 1973 ponownie na stanowisku zastępcy dowódcy Śląskiego Okręgu Wojskowego ds. liniowych. 
W 1975 mianowany na generała dywizji.
W związku z wypadkiem samochodowym jakiemu uległ gen. dyw. Henryk Rapacewicz, w okresie od 13 października 1977 do 26 lutego 1978 czasowo pełnił obowiązki dowódcy Śląskiego Okręgu Wojskowego. W latach 1978–1979 był I zastępcą szefa Głównego Zarządu Szkolenia Bojowego WP. W 1979 przekazał obowiązki służbowe gen. bryg. Kazimierzowi Makarewiczowi po czym objął stanowisko attaché wojskowego i lotniczego przy Ambasadzie PRL w Budapeszcie. Na przełomie 1985 i 1986 pozostawał w dyspozycji Ministra Obrony Narodowej. W 1986 został pełnomocnikiem Rządu PRL do spraw pobytu Armii Radzieckiej w Polsce. 28 lutego 1989 został przeniesiony w stan spoczynku. W latach 1993–1994, już jako pracownik cywilny, był pełnomocnikiem dowódcy Śląskiego Okręgu Wojskowego do spraw przejęcia i zagospodarowania mienia po wojskach Federacji Rosyjskiej.
27 sierpnia 2003 Minister Obrony Narodowej nadał Ośrodkowi Szkolenia Poligonowego Wojsk Lądowych Żagań imię patrona - generała dywizji Zbigniewa Ohanowicza.

## Awanse
W trakcie wieloletniej służby w ludowym Wojsku Polskim otrzymywał awanse na kolejne stopnie wojskowe:
- podporucznik – 2 lutego 1945
- porucznik - 20 kwietnia 1946
- kapitan – 23 lipca 1947
- major – 22 lipca 1949
- podpułkownik – 4 października 1952
- pułkownik – 22 maja 1956
- generał brygady – 1 października 1963
- generał dywizji – 3 października 1975

## Ordery i odznaczenia
- Krzyż Komandorski Orderu Odrodzenia Polski (1968)
- Krzyż Kawalerski Orderu Odrodzenia Polski (1958)
- Order Sztandaru Pracy I klasy (1977)
- Order Sztandaru Pracy II klasy (1964)
- Złoty Krzyż Zasługi (1949)
- Srebrny Krzyż Zasługi (1946)
- Medal 10-lecia Polski Ludowej (1954)
- Medal 30-lecia Polski Ludowej (1974)
- Medal 40-lecia Polski Ludowej (1984)
- Złoty Medal „Siły Zbrojne w Służbie Ojczyzny” (1968)
- Srebrny Medal „Siły Zbrojne w Służbie Ojczyzny”
- Brązowy Medal „Siły Zbrojne w Służbie Ojczyzny”
- Medal „Za udział w walkach o Berlin” (1970)
- Złoty Medal „Za zasługi dla obronności kraju” (1973)
- Srebrny Medal „Za zasługi dla obronności kraju”
- Brązowy Medal „Za zasługi dla obronności kraju”
- Medal Komisji Edukacji Narodowej (1975)[3]
- Brązowa Odznaka „Za zasługi w obronie granic PRL” (1976)
- Odznaka „Zasłużony Działacz Kultury Fizycznej” (1967)[4]
- Honorowa odznaka "Za zasługi dla rozwoju województwa zielonogórskiego" (1967)[5]
- Odznaka „Zasłużonemu Opolszczyźnie” (1973)[6]
- Wpis do „Honorowej Księgi Czynów Żołnierskich” (4 października 1974)
- Order Czerwonego Sztandaru (ZSRR, 1968)
- Order Sławy (ZSRR, 1973)
- Medal „Za umacnianie braterstwa broni” (ZSRR, 1987)
- Medal jubileuszowy „Dwudziestolecia zwycięstwa w Wielkiej Wojnie Ojczyźnianej 1941–1945” (ZSRR)
- Medal jubileuszowy „70 lat Sił Zbrojnych ZSRR” (ZSRR, 1988)
- Medal „Za Umacnianie Przyjaźni Sił Zbrojnych” III stopnia (Czechosłowacja, 1970)
- Odznaka „Za Umacnianie Braterstwa Broni” I stopnia (Czechosłowacja, 1972)
- Medal „30 lat Zwycięstwa nad Faszyzmem” (Jugosławia, 1975)
- Medal „30-lecia Rewolucyjnych Sił Zbrojnych” (Kuba, 1987)